# Équation de Nernst

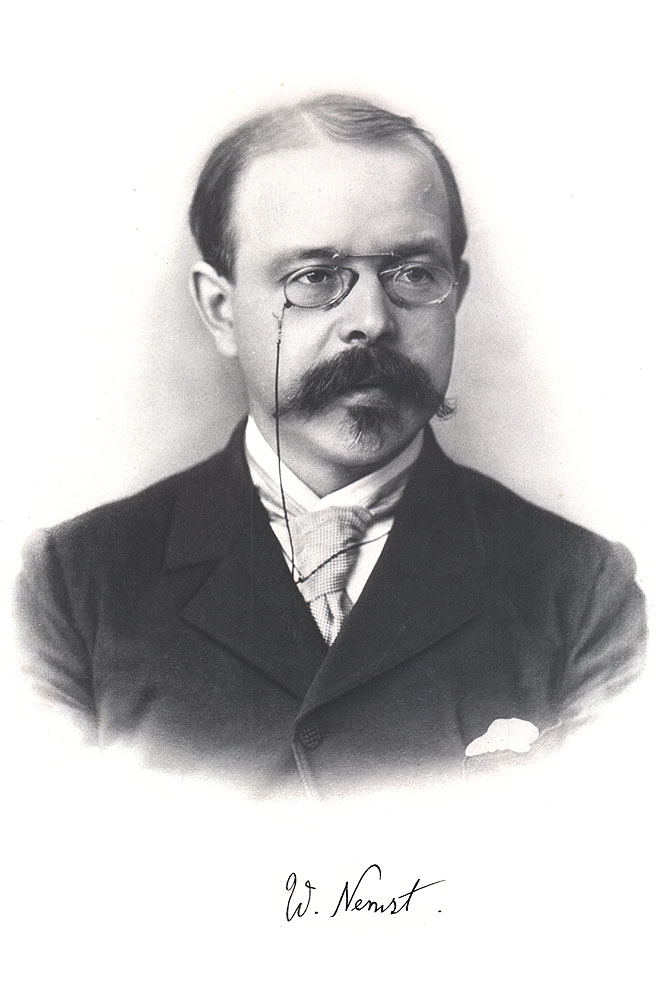
Walther Nernst Görbitz, physicien et chimiste allemand, créateur de l'équation de Nernst, qui lui donne son nom.

En électrochimie, l'équation de Nernst donne la tension d'équilibre (E) de l'électrode par rapport au potentiel standard (E0) du couple redox mis en jeu. Elle n'a de sens que si un seul couple redox est présent en solution (l'équation de Nernst ne s'applique donc pas aux potentiels mixtes) et que si les deux espèces de ce couple sont présentes.

## Présentation
Soit la demi-réaction redox suivante toujours présentée dans le sens de la réduction. La forme oxydée (Ox) de l'espèce considérée récupère un nombre n d'électrons pour donner la forme réduite (Réd) correspondante selon une convention définie par l'Union internationale de chimie pure et appliquée (UICPA, IUPAC en anglais) :
{\displaystyle x~\mathrm {Ox} +n~\mathrm {e^{-}} \rightleftharpoons y~{\text{Réd}}}
{\displaystyle K={\frac {a_{\mathrm {\text{réd}} }^{y}}{a_{\text{ox}}^{x}}}}
où K est la constante d'équilibre de la demi-réaction, et a désigne l'activité chimique de l'espèce considérée (la forme oxydée ou réduite de cette espèce). L'activité {\displaystyle a_{i}} est le produit de la concentration {\displaystyle C_{i}} par le coefficient d'activité {\displaystyle \gamma _{i}} qui tient compte de la présence des autres espèces en solution et de leurs interactions électrostatiques :
{\displaystyle a_{i}=\gamma _{i}C_{i}}
L'activité {\displaystyle a_{i}} est la concentration thermodynamique au sens strict, tandis que la concentration {\displaystyle C_{i}} est la quantité mesurable par analyse chimique. A dilution infinie, quand les espèces dissoutes n'interagissent plus entre elles, l'activité {\displaystyle a_{i}} est égale à la concentration {\displaystyle C_{i}} et le coefficient d'activité {\displaystyle \gamma _{i}} est égal à 1. Lorsque les concentrations sont élevées et les interactions électrostatiques entre ions non-négligeables, il est nécessaire de calculer les coefficients d'activité avec l'équation de Debye-Huckel. Cette relation est elle-même limitée et devient insuffisante à des concentrations en ions supérieures à 0.010 mol/L. Les corrections nécessaires à plus hautes concentrations font appel à la théorie de James A. Davis et ensuite de Kenneth S. Pitzer et deviennent rapidement très compliquées. 
Pour la demi-réaction présentée ci-dessus, l'équation de Nernst s'écrit :
{\displaystyle \ E=E^{0}-\left({\frac {RT}{nF}}\right)\ln {K}}
{\displaystyle \ E=E^{0}-\left({\frac {RT}{nF}}\right)\ln {\frac {a_{\mathrm {\text{réd}} }^{y}}{a_{\text{ox}}^{x}}}}
Ou encore, en utilisant le logarithme décimal :
{\displaystyle \ E=E^{0}-{\frac {RT}{nF}}\cdot \ln \left(10\right)\cdot \log {\frac {a_{\mathrm {\text{réd}} }^{y}}{a_{\text{ox}}^{x}}}}
avec :
- {\displaystyle E}, potentiel d'oxydoréduction du couple ox/réd en volts ;
- {\displaystyle E^{0}}, potentiel standard du couple ox/réd ;
- {\displaystyle R}, constante des gaz parfaits, égale à 8,314 462 1 J mol−1 K−1 ;
- {\displaystyle T}, température absolue en kelvins ;
- {\displaystyle n}, nombre d'électrons transférés dans la demi-réaction ;
- {\displaystyle F}, constante de Faraday, égale à 96 485 C mol−1 ;
- {\displaystyle a_{\mathrm {ox} }}, activité chimique de l'oxydant ;
- {\displaystyle a_{\text{réd}}}, activité chimique du réducteur.

Ce qui donne, à température ambiante (25 °C = 298,15 K) : 
{\displaystyle {\frac {R\;T}{F}}\,\ln(10)\approx {\frac {8{,}314\,5\ \mathrm {J\ mol^{-1}\ K^{-1}} \times 298{,}15\ \mathrm {K} }{96\,485\,\mathrm {C\ mol^{-1}} }}\times 2{,}302\,6\approx 0{,}059\,160\ \mathrm {J\ C^{-1}} \approx 0{,}059\ \mathrm {V} }
C'est pourquoi, pour peu que l'on puisse assimiler également les activités chimiques aux concentrations, à condition que les concentrations soient suffisamment basses et que les coefficients d'activité tendent vers l'unité, on trouve souvent les relations simplifiées suivantes directement exprimées en fonction des concentrations et valables à 25 °C :
{\displaystyle E=E^{0}-{\frac {0{,}059V}{n}}\log {\frac {[{\text{réd}}]^{y}}{[\mathrm {ox} ]^{x}}}} (équation de Nernst exprimée en fonction de {\displaystyle K})
{\displaystyle \Leftrightarrow E=E^{0}+{\frac {0{,}059V}{n}}\log {\frac {[\mathrm {ox} ]^{x}}{[{\text{réd}}]^{y}}}} (équation de Nernst exprimée en fonction de {\displaystyle {\frac {1}{K}}})
avec :
- {\displaystyle E}, potentiel d'oxydoréduction du couple ox/réd en volts ;
- {\displaystyle E^{0}}, potentiel standard du couple ox/réd ;
- {\displaystyle n}, nombre d'électrons transférés dans la demi-réaction ;
- {\displaystyle [\mathrm {ox} ]}, concentration molaire d'oxydant ;
- {\displaystyle [{\text{réd}}]}, concentration molaire de réducteur.

L'avantage d'exprimer directement l'équation de Nernst en fonction de {\displaystyle K} est sa simplicité et surtout de bien faire ressortir l'importance du signe moins dans l'équation qui est responsable des pentes négatives des droites dans les diagrammes de Pourbaix (diagrammes {\displaystyle E_{h}{-}pH}), où le potentiel est exprimé en fonction du pH.

## Histoire
L'équation de Nernst fait référence au chimiste allemand Walther Nernst qui fut le premier à la formuler, en 1889.

## Remarques
On introduit parfois le terme {\displaystyle f={\frac {F}{R\,T}}\,\!}.
L'équation de Nernst se réécrit alors sous la forme :
{\displaystyle E=E^{0}-{(nf)}^{-1}\ln {\frac {a_{\text{réd}}^{y}}{a_{\mathrm {ox} }^{x}}}}
À noter que ce même terme f peut aussi s'écrire sous la forme :
{\displaystyle f={\frac {N_{\text{A}}e}{N_{\text{A}}k_{\text{B}}T}}={\frac {e}{k_{\text{B}}T}}}
avec :
- NA, le nombre d'Avogadro : 6,022 × 1023 mol−1 ;
- e, la charge élémentaire d'un électron : 1,602 × 10−19 C ;
- kB, la constante de Boltzmann : 1,380 6 × 10−23 J K−1.

On définit grâce aux potentiels électriques la force électromotrice de la pile (la fameuse « différence de potentiel »), le plus souvent notée e et exprimée en volts, par la relation suivante :
e = E(couple dont l'élément gagne des électrons) – E(couple dont l'élément perd des électrons)
ou encore :
e = E(élément réduit) – E(élément oxydé)
E(couple) désignant le potentiel électrique d'un couple, exprimé en volts et déterminé grâce à la loi de Nernst. Par exemple, dans le cas d'une pile Daniell (avec dépôt de cuivre), on a e = E(Cu2+/Cu) – E(Zn2+/Zn) = +0,34 – (−0,76) = 1,10 V à 25 °C, la réaction finale étant : Zn + Cu2+ → Zn2+ + Cu, dans laquelle le cuivre est réduit puisqu'il gagne des électrons, et le zinc est oxydé, puisqu'il perd des électrons. Ainsi l'ion cuivre(II) est l'oxydant, et le zinc métallique est le réducteur.